# Gil Ricardo
Gil Ricardo (Hoboken, 1941) is een Vlaams goochelaar.
Hij werd geboren als Gilbert Roelen. Ricardo is reprograaf in een reclame- en verpakkingsindustriebureau, maar staat vooral bekend als goochelaar. In 1965 voerde hij zijn eerste trucs uit. Hij trad op in Las Vegas en in 1975 draaide de BRT een documentaire over hem. 
Ricardo was in verschillende televisieprogramma’s te zien, waaronder Noord-Zuid (1978), Afrit 9 en Nonkel Jef. 

## In populaire cultuur
Hij had ook twee keer een cameo in de stripreeks De Kiekeboes. In De snor van Kiekeboe (1983) wandelt Kiekeboe door Antwerpen langs een poster waarop Ricardo staat afgebeeld. Ricardo kreeg een grotere rol in het album Doorgestoken kaart (1995), waar hij lid is van de jury die Fernand Goegebuer moet beoordelen. De man leverde striptekenaar Merho ook veel achtergrondinformatie over de goochelkunst voor dit album. 